# Gran Premi d'Austràlia de motociclisme de 1989
El Gran Premi d'Austràlia de motociclisme de 1989 fou la segona cursa de la temporada 1989 de motociclisme. La cursa es disputà al Circuit de Phillip Island, Austràlia) el dia 9 d'abril de 1989, essent el primer Gran Premi de motociclisme disputat mai en aquell país.

## 500 cc
| Pos | Pilot               | Moto   | Temps/Retirat | Punts |
| --- | ------------------- | ------ | ------------- | ----- |
| 1   | Wayne Gardner       | Honda  | 48:15.940     | 20    |
| 2   | Wayne Rainey        | Yamaha | +0.350        | 17    |
| 3   | Christian Sarron    | Yamaha | +0.470        | 15    |
| 4   | Kevin Magee         | Yamaha | +1.510        | 13    |
| 5   | Eddie Lawson        | Honda  | +10.970       | 11    |
| 6   | Tadahiko Taira      | Yamaha | +12.570       | 10    |
| 7   | Ron Haslam          | Suzuki | +32.460       | 9     |
| 8   | Mick Doohan         | Honda  | +47.660       | 8     |
| 9   | Michael Dowson      | Yamaha | +1:27.820     | 7     |
| 10  | Dominique Sarron    | Honda  | +1 volta      | 6     |
| 11  | Alessandro Valesi   | Yamaha | +1 volta      | 5     |
| 12  | Damon Buckmaster    | Honda  | +1 volta      | 4     |
| 13  | Marco Gentile       | Fior   | +1 volta      | 3     |
| 14  | Nicholas Schmassman | Honda  | +3 voltes     | 2     |
| 15  | Michael Rudroff     | Honda  | +3 voltes     | 1     |
| Ret | Greg Drew           | PRP    | Retirat       |       |
| Ret | Freddie Spencer     | Yamaha | Retirat       |       |
| Ret | Randy Mamola        | Cagiva | Retirat       |       |
| Ret | Malcolm Campbell    | Honda  | Retirat       |       |
| Ret | Kevin Schwantz      | Suzuki | Retirat       |       |
| Ret | Bubba Shobert       | Honda  | Retirat       |       |
| Ret | Francisco Gonzales  | Honda  | Retirat       |       |
| Ret | Niall Mackenzie     | Yamaha | Retirat       |       |
| Ret | James Judd          | Yamaha | Retirat       |       |
| Ret | Pierfrancesco Chili | Honda  | Retirat       |       |